# Amphilophus labiatus
Amphilophus labiatus es una especie de peces de la familia Cichlidae en el orden de los Perciformes.

## Morfología
Los machos pueden llegar alcanzar los 24 cm de longitud total.

## Distribución geográfica
Se encuentra en  América Central: lagos  Nicaragua y  Managua (Nicaragua ).  